# Cueva de los Lagos
La cueva de los Lagos (en griego: Σπήλαιο των Λιμνών, Spilaio ton Limnon), anteriormente llamada Troupisio, es una caverna que se encuentra cerca de la aldea de Kastria en la unidad regional de Acaya, Grecia. Está a 17 km de la ciudad de Kalávrita y a 9 km de Kleitoria, a los pies de los montes Aroania.
La cueva es un antiguo río subterráneo que consta de tres niveles. Durante el invierno, cuando la nieve se derrite, se transforma en un río que fluye con saltos de agua. Durante el verano, se seca, dejando 13 lagos. Posee una amplia cámara de entrada, hábitat de cinco especies de murciélagos, y en su recorrido serpenteante se atraviesan espectaculares formaciones rocosas en forma de coliflor.
La cueva es mencionada en los escritos de Pausanias. Según la leyenda griega, fue en esta cueva donde Melampo curó a las dos hijas de Preto, rey de Tirinto, Lisipe e Ifianasa. La tercera hija, Ifínoe, había muerto en el camino.
Los humanos comenzaron a usar la cueva durante el Neolítico, con ocupación continua durante la Edad del Bronce. Presenta importantes intereses paleontológicos y arqueológicos. En el nivel inferior de la cueva, se han identificado huesos fosilizados de humanos y varios animales, incluyendo hipopótamos.
Actualmente es una cueva turística que posee infraestructura vial y luz artificial en su interior, con recorridos guiados que abarcan unos 500 m del total de la cueva.